# Церковь Успения Пресвятой Богородицы (Новосёлки)
Храм Успения Пресвятой Богородицы (Успенская церковь) — приходской православный храм в селе Новоселки городского округа Чехов Московской области. Относится к Чеховскому благочинию Подольской епархии Русской православной церкви. Построен в 1756 году. Здание храма является объектом культурного наследия и находится под охраной государства. В настоящее время храм действует. При храме имеется кладбище.

## История храма

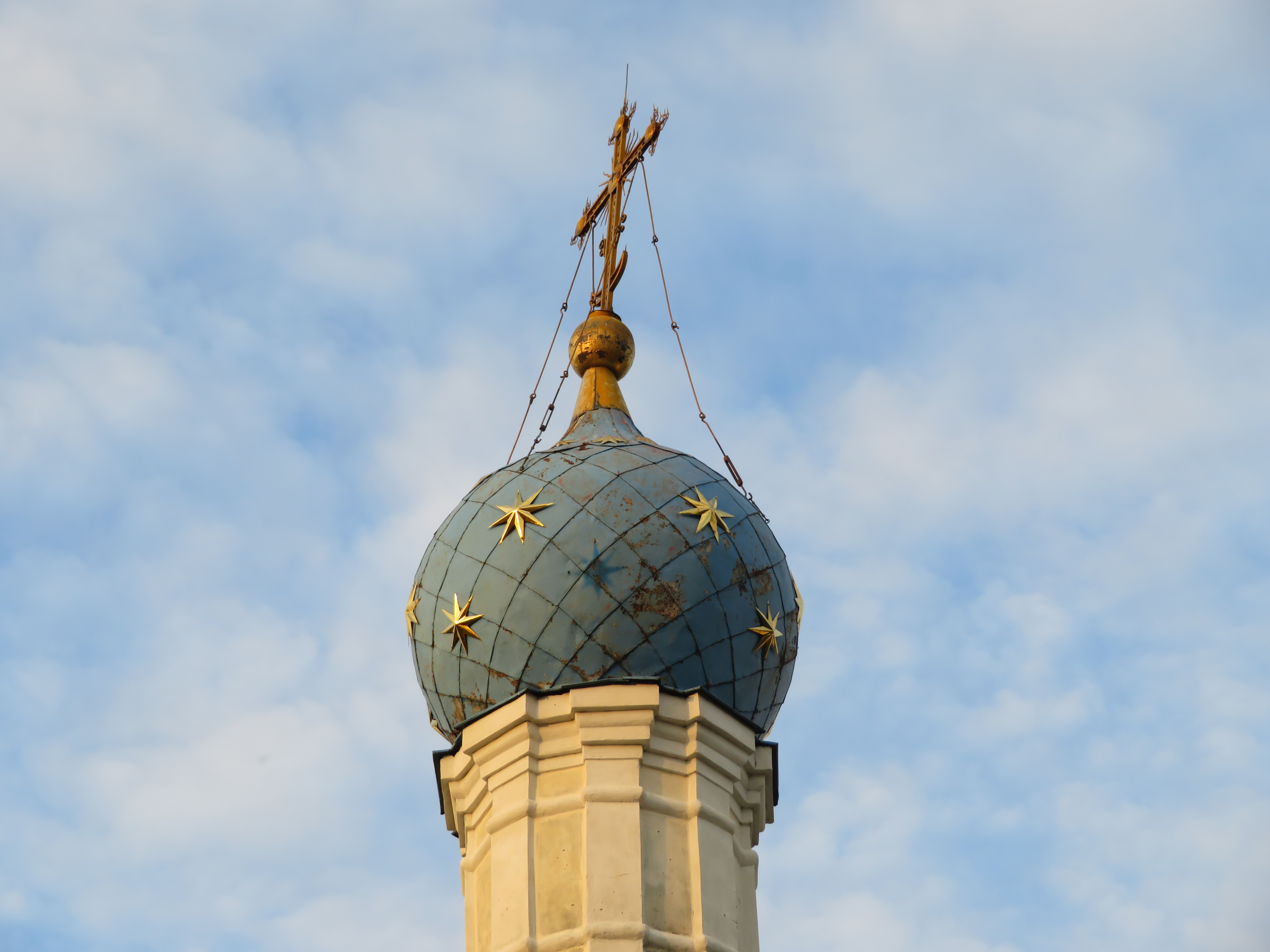
Купол храма

В 1627 году на мете села Новоселки на реке Люторице прихожане построили новую деревянную церковь во имя великомученика Георгия Победоносца.
В 1704 году началось возведение нового деревянного храма в честь Казанской иконы Божией Матери с приделом великомученика Георгия Победоносца.
В 1710 году село Новоселки было вотчиной Алексея и Ивана Петровичей Шереметевых, Ивана и Сидора Ивановичей и Ивана Фадеевича Молчановых.
В 1750 году по указанию нового владельца села коллежского советника Ивана Мартьяновича Голохвастова вместо деревянного храма была возведена каменная церковь в честь Успения Пресвятой Богородицы. Освящение храма состоялось 23 октября 1756 года. В память же о деревянном строении церкви великомученика Георгия Победоносца был освящен южный придел. Храм выполнен в формах барокко и представлял собой «восьмерик на четверике» с трапезной и двухъярусной колокольней.
В советское время церковь оставалась действующей. В селе сохранилась школа, построенная А. П. Чеховым.
В годы перестройки активно начались проводиться ремонтно-восстановительные работы. 28 августа 2011 года было проведено торжественное открытие нового здания приходской воскресной школы, которое кроме класса для школы имеет отдельное помещение с баптистерием для крещения взрослых.
К храму приписана деревянная одноглавая часовня во имя великомученика Георгия Победоносца у источника на реке Люторке вблизи села Новоселки.
Успенский храм является памятником архитектуры регионального значения на основании постановления Правительства Московской области «Об утверждении списка памятников истории и культуры» № 84/9 от 15.03.2002 года.